# Heidi Herløw
Heidi Svelmøe Herløw (1984) è una cantante danese.

## Biografia
La prima apparizione televisiva di Heidi Herløw è stata al talent show di DR1 Stjerne for en aften nel 2003, ma non è stato fino al 2008 che la cantante è salita alla ribalta, questa volta grazie alla sua partecipazione all'edizione inaugurale di X Factor Danimarca, sempre su DR1, dove ha conquistato il 3º posto.
Concluso il talent, la cantante ha firmato un contratto discografico con la Universal Music Denmark, su cui ha pubblicato il suo singolo di debutto Switch nell'estate del 2008. Il brano ha debuttato alla 2ª posizione della Track Top-40 e ha anticipato l'album Audio Ballerina, uscito il successivo ottobre, che è entrato in classifica al 3º posto. Sia il singolo che l'album sono stati certificati disco d'oro dalla IFPI Danmark con oltre 15 000 copie vendute ciascuno.
Dopo aver lasciato la Universal, Heidi Herløw ha iniziato a lavorare con la Playground Music Scandinavia. Nel 2011 ha pubblicato il suo EP eponimo, seguito dal secondo album Talisman, che ha promosso cantando il singolo apripista Angerholic durante la quarta serata dal vivo dell'edizione in corso di X Factor Danimarca.

## Discografia

### Album in studio
- 2008 – Audio Ballerina
- 2011 – Talisman

### EP
- 2011 – Heidi Herløw

### Singoli
- 2008 – Switch
- 2008 – Encore
- 2011 – Angerholic